# Contea di Asti (età altomedievale)
La Contea di Asti venne istituita da Carlomagno nell'VIII secolo, in seguito alla caduta della dominazione longobarda. Retta prima dal conte Enrico del Friuli ed in seguito dalla discendenza Supponidica, dopo alcuni passaggi attraverso la dinastia Anscarica e quella Arduinica, passò direttamente sotto l'egida dei vescovi di Asti.
Il culmine del potere vescovile, venne raggiunto nel 1091 quando, in seguito alla morte della contessa Adelaide di Susa, l'imperatore Enrico IV, investì il vescovo Oddone III del potere sulla città.

## Nascita ed estensione della contea
È probabile che il ducato astese, data la sua posizione geografica, sia stato tra le prime conquiste di Carlo Magno in Italia. La prima attestazione certa della presenza del comitato, è in un documento dell'839, ma già alla fine dell'VIII secolo Asti venne retta da un conte alemanno di nome Enrico.
Dai pochi documenti pervenuti del periodo, è possibile supporre che l'area comitale di Asti, si estendeva:
- ad ovest a circa 20 chilometri dalla città, fino a San Paolo Solbrito[2]
- a nord giungeva fino a Montiglio ed Alfiano Natta, confinando con il distretto amministrativo a sud del Po della "iudiciaria Torrentis"
- ad est confinava con la diocesi di Acqui
- a sud confinava con i territori della diocesi di Alba, seguendo il corso del fiume Tanaro, fino a Pollenzo e Castagnole delle Lanze, fino a Santo Stefano, dove il Belbo confluisce nel Tanaro.

## IX secolo
Dopo le notizie relative ad Enrico, le fonti tacciono fino ad un placito dell'880 dove compare il conte Suppone. Questo, fedele di Carlo il Grosso e probabilmente figlio di Adalgiso/Adelchi, conte di Parma, Cremona, Brescia e duca di Spoleto della stirpe dei Supponidi è nello stesso periodo detentore anche del comitato di Torino. Nella sede astigiana venne nominato un visconte, di nome Baterico.

## X secolo

### La dominazione anscarica
Dopo il conte Oldorico reggente alla fine del IX secolo, le notizie si perdono per quasi mezzo secolo. Nel frattempo, con l'ascesa degli Anscarici, quasi tutto il Piemonte, venne inglobato nella marca d'Ivrea. Le uniche notizie relative alla gestione della contea astigiana, riferiscono di un Rotbertus visconte nel 902 e Autbertus visconte, attivo nella seconda metà del X secolo, di probabile discendenza anscarica, rafforzando l'ipotesi della dipendenza della contea astese verso la marca d'Ivrea. Nel 924, infatti, il "fideli" Otberto che il Hlawitschka, identificò con il visconte Autberto, ricevette in dono da re Rodolfo di Borgogna, la residenza di "castrum vetus" , su richiesta di Ermengarda, moglie di Adalberto I e madre di Anscario e Berengario. Questa insolita richiesta, non può che avvalorare la tesi del legame tra i visconti astigiani e gli Anscarici in quel periodo.
Autberto in seguito divenne conte di Asti, ma con l'incoronazione di Ugo di Provenza, avverso agli Anscarici, si ritirò a vita monastica nell'abbazia di Novalesa. Alla sua morte, lasciò il castelvecchio e le "pertinenze" al figlio Autbertus di Agliano che, nel 936 li cedette ad Anscario II.
L'ultimo conte che compare nel X secolo, corrisponde al conte Ubertus di Orsengo (940),in quel periodo, il potere comitale andò indebolendosi proporzionalmente all'aumento di quello vescovile.

### L'ascesa del potere vescovile
Alla fine del 900, l'indebolimento del potere del conte, permise l'ascesa di una classe dirigente cittadina, e le grandi famiglie latifondiste del contado, cominciarono ad accentrarsi verso la città. Questa nuova classe dirigente, era formata etnicamente per la maggior parte da "cives" , in prevalenza Franchi, anche se erano presenti anche Longobardi e Romani. Anche il vescovo aumentò il proprio potere.
Nell'876, Ilduino, comparì nell'elezione di Carlo il Calvo e nel sinodo dell'877 a Pavia. Nel 938, il castrum vetus, che era stato acquistato due anni prima da Anscario, passò a Bruningo donato dai re Ugo e Lotario. L'aumento di potere vescovile venne favorito dall'imperatore che vedeva nel vescovo un baluardo contro gli interessi espansionistici dei marchesi Anscarici. Ugo, che considerava Anscario un pericoloso rivale, alla fine lo trasferì a Spoleto dove trovò la morte.
Nel 946 Bruningo, venne nominato arcicancelliere di Ugo di Provenza e gli venne affidato il controllo militare della città. È proprio in quel periodo, che le principali famiglie astigiane, cominciarono a ricoprire i ruoli di vassalli vescovili ed a collaborare con il vescovo nelle faccende militari e civili della città. Bruningo, non si occupò solo delle faccende amministrative: a lui, va dato il merito di essere intervenuto anche nella risistemazione della cripta del santo patrono san Secondo, intuendo che si sarebbe rivelata come un vero polo di attrazione socio-culturale nei secoli a venire, fatto che si accentò in particolare durante il governo comunale.

### Nascita del"districtus"vescovile
Dopo la metà del X secolo, sembra che la figura del conte perse d'incisività fino a scomparire. È probabile che il conte Uberto e la sua consorte Berta non lasciarono discendenti. Ottone I, impegnato nelle lotte contro Berengario ed il figlio Adalberto, non lo sostituì con un altro funzionario. Il Cibrario, formulò la teoria che per ridurre l'autorità comitale, gli ultimi re carolingi, estesero l'immunità ecclesiastica ad alcune città sedi vescovili, comprendendone anche una porzione del territorio confinante, concedendo sopra di quelle l'autorità comitale, una prospettiva però ormai storiograficamente superata.
Con il diploma del 962, di Ottone I, egli sancì che la città venisse direttamente amministrata dal vescovo comprendendo un perimetro esterno alle mura di 2 miglia. Nel 969, seguì un diploma che portò il districtus del vescovo Rozone a 4 miglia. Nel diploma di Ottone egli concedeva:
Sotto l'episcopato di Pietro nel 1041 il territorio sotto l'egida episcopale, raggiunse le 7 miglia.
L'accorpamento della contea di Asti alla nuova marca di Torino e l'investitura imperiale della città al vescovo, crearono uno scollamento del potere marchionale esercitato da Olderico Manfredi sulla contea. Questo favorì la nascita di signorie locali nel contado. Ma gli Arduinici, filo-imperiali, in aperta opposizione agli Anscarici, tentarono con l'appoggio dell'imperatore di riprendersi la città nel 1008. Olderico tentò di rafforzare il controllo sulla città ponendo sul seggio episcopale della diocesi di Asti, il fratello Alrico, con il benestare di Enrico II. In questo periodo, lo sviluppo del potere temporale della Chiesa accusò una battuta d'arresto, ma questo permise ad Alrico, approfittando del completo appoggio imperiale e marchionale, di riorganizzare e rafforzare l'apparato ecclesiastico, con la nascita di nuove istituzioni monastiche e laiche oltre alla infeudazioni nel contado di vassalli vescovili.

## XI secolo
Con la morte dei due fratelli (Olderico nel 1034 ed Alrico nel 1036), l'influenza arduinica ad Asti venne meno. Si assistette allora, all'investitura vescovile direttamente da parte dell'imperatore. Sia il vescovo Oberto, che in seguito Pietro ed i loro successori, tornarono a rivestire la doppia carica, pubblica e spirituale, che era stata abbandonata durante l'episcopato di Alrico. Si rinsaldarono così, i legami imperiali tra la Chiesa di Asti e l'imperatore, giungendo alla contessa Adelaide di Susa.

### I conflitti con la contessa Adelaide
Nata a Torino dall'arduinico Olderico Manfredi, nipote di Arduino il Glabro e marchese di Torino, e dalla contessa Berta Obertagna, figlia di Oberto d'Este, Adelaide di Susa ebbe un unico fratello, che nel 1034 premorì al padre, e due sorelle, Immilla (o Irmgard o Immula), accasata con nobili tedeschi in entrambi i matrimoni, e Berta, moglie di Teutone del Monferrato e madre di Bonifacio del Vasto.

Protettrice interessata della Chiesa, cercò prepotentemente di impossessarsi del potere civile della città di Asti, imponendo il vescovo filoimperiale Ingone, ma gli astigiani rifiutarono l'imposizione e per contro elessero un vescovo con l'appoggio di papa Alessandro II.

Nonostante l'opposizione papale, la contessa assediò la città e nel 1070 la mise a "ferro e fuoco".
Con l'imposizione di Ingone, Adelaide occupò e si accreditò molte proprietà del comitato astese. Nel 1080 ad Ingone succedette Oddone/Ottone III, partigiano dell'antipapa Clemente III, molti storici lo considerarono figlio di Adelaide, ma in realtà, il nuovo vescovo, fu un avversario della contessa, che seppe validamente fronteggiare appoggiato dall'imperatore Enrico IV. In questo periodo le notizie sono molto scarse e frammentarie. Lo storico Renato Bordone, ipotizza che Oddone, cercò di opporsi alla politica espansionistica della contessa, cercando di salvaguardare gli interessi della Chiesa.
Nel 1089 si giunse ad una tregua in cui il vescovo cedendo i propri territori più distanti, riottenne quelli limitrofi, in una politica di rafforzamento della città, ma verso il 1090, il vescovo con un colpo di mano, attaccò e conquistò il castello di Annone, baluardo arduinico in terra astigiana. Questo fece precipitare la debole tregua e nel 1091, la contessa incendiò nuovamente Asti e se ne impadronì, ma nello stesso anno morì senza lasciare successori diretti.

### Il vescovo e la nascita del Comune

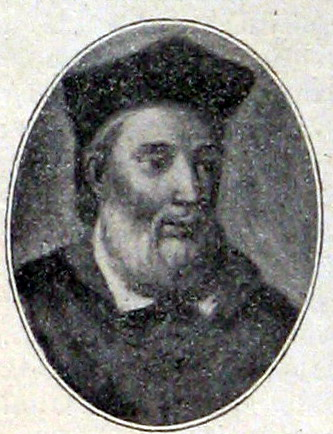
Oddone III in un ritratto conservato presso il seminario di Asti

Il vescovo Oddone, a questo punto, divenne il principale beneficiario della morte di Adelaide. Beneficiando dei dissidi tra i discendenti di Adelaide, egli ottenne da Enrico IV, il formale riconoscimento del proprio potere. A lui spettava il controllo sul commercio cittadino ed ampie facoltà giurisdizionali, oltre alle proprietà fondiarie nei territori limitrofi la città.
La corte comitale vescovile si avvaleva di tre vassalli:
- il visconte, titolo solitamente ereditario con mansioni di vicario del conte
- il signifer o confalonerius, coordinatore principalmente sotto l'aspetto militare, dei vassalli vescovili urbani e del districtus cittadino
- il visdomino, con funzione prettamente amministrativa nell'amministrazione fondiaria del contado.

Il vescovo però, che durante la lotta contro la contessa Adelaide, era stato sicuramente appoggiato dai cives della città, deve essere giunto ad un accordo per l'autonomia del governo cittadino. E infatti, nel 1095, dieci consoli ricevono in beneficio il castello di Annone, fino allora di proprietà vescovile, a sancire la nascita della repubblica di Asti.

## La morfologia urbana della città di Asti durante il periodo comitale
Nel 962, nel momento della concessione di Ottone I al vescovo, della civitas di Asti, la città risentiva ancora fortemente del vecchio impianto urbanistico romano.

Su un'altura a nord, la rocca ligure con il castel vecchio, dominavano il vecchio decumano a valle attraversato longitudinalmente dalla via Fulvia.

Il perimetro murario, quasi del tutto andato perso, prevedeva allo sbocco della via maestra le due porte principali:
- ad ovest porta Turris, nelle immediate vicinanze del castello dei Valloni, identificata con l'attuale Torre Rossa di Santa Caterina.
- ad est porta Arcus ,in seguito porta santa Maria Nuova, di cui si sono perse completamente le tracce, sita probabilmente all'altezza dell'angolo di piazza Alfieri e corso Alfieri,all'imbocco del Borgo Santa Maria Nuova

In questo sviluppo urbanistico, tre erano i punti nevralgici della città: due di importanza socio-economica, la cattedrale e la collegiata di San Secondo e il terzo, il castel vecchio, di importanza prettamente militare. Lo spostamento della cattedrale all'interno del recinto murario della città, tra il castello dei Valloni ed il castel vecchio, nella zona nord occidentale, crearono inevitabilmente un importante punto di aggregazione socio-religiosa. Oltre a questa, anche la zona adiacente alla Collegiata di San Secondo ad est della città, che nel periodo longobardo era stata la sede della corte ducale e del mallo pubblico, coagulava in quella zona abitazioni ed esercizi commerciali.
Non a caso, nei due poli, si tenevano periodicamente due mercati: uno "mercatum ecclesie sancte Marie" o "forum de Dom" ,in prossimità della cattedrale e l'altro sulla piazza della Collegiata che infatti, nel 1123, compare in un documento con il titolo di "ecclesia sancti Secundi de mercato". Il terzo polo, aumenterà notevolmente di importanza, quando a partire dal X secolo, il possesso del Castel vecchio da parte del vescovo Bruningo nel 938, coinciderà anche l'incarico politico ed amministrativo della città. I vescovi ed in seguito il Comune, sviluppando una politica di espansione territoriale, sentiranno la necessità di fortificare il sito, dando l'avvio al consolidamento delle strutture difensive di tutta la città.

## L'organizzazione giuridico amministrativa
A coadiuvare il conte nella pubblica amministrazione astigiana, moltissimi documenti pervenuti, indicano la presenza di funzionari locali, che intervenivano come "boni homines estimatores", nelle permute della Chiesa o a fianco dei giudici in qualità di scabini. Solitamente, la carica di questi "esperti del diritto" era vitalizia. I prescelti, appartenevano alla proprietà fondiaria od al collegio notarile ed erano direttamente nominati dal conte con il concorso dei missi regii. Il Cipolla, riteneva che nella seconda metà del IX secolo, vi fosse ad Asti un "collegio scabinale", che secondo il Brunner non poteva superare le dodici unità
Sono noti ad Asti in quel periodo i giudici Grauso (880), Grasevertus (892), Allamud (fine IX secolo) e Giselberti. Nel secolo successivo, con il diminuire del numero degli scabini, aumenta quello dei iudices regii.
Nel X secolo i giudici presenti nelle carte astigiane risultano essere nove: Adelgisius, Alboinus, Rhadinus, Warimbertus, Gariardus, Odelbertus, Giraldus, Pietro e Rotchisus (quest'ultimo forse appartenente al comitato di Bredulo).
Oltre alla figura dei giudici e degli scabini, insieme al conte ed al visconte, collaboravano alla giustizia, esercitando il diritto "minore" anche altri funzionari denominati centenari o sculdasci, i vassi o vassalli. Nelle carte del IX-X secolo, sono presenti due sculdasci ogni decennio.
Anche il vescovo, al pari del conte ha i propri fidelis. Nell'887, si trovano delegati con funzione di "advocatus ecclesie" e nel X secolo compaiono "vassallos domini episcopi" in qualità di feudatari della castellanìa episcopale. Inoltre nasce la figura del "visdomino", quale amministratore dei beni della Chiesa.

## Cronotassi dei vescovi di Asti nel periodo comitale
- Egidolfo † (IX secolo)
- Ilduino † (876 - 880)
- Giuseppe † (881 - 887 deceduto)
- Staurace † (892 - 899 deceduto)
- Eilolfo † (901 - 902 deceduto)
- Bruningo † (937 - 964 deceduto)
- Rozone † (966 - 992 deceduto)
- Pietro † (992 - 1008)
- Alrico † (1008 - 1034 deceduto)
- Oberto I † (1037 - 1040)
- Pietro II † (1040 - 1054 deceduto)
- Girelmo † (1054 - 1065 deceduto)
- Ingone † (? - 1080 deceduto)
- Oddone o Ottone III † (1080 - 1098 deceduto)